# 야칸어
야칸어(Yakan)는 필리핀 바실란주의 야칸족이 사용하는 언어이다. 야칸족은 바실란섬의 원주민이자 바실란섬 인구에서 가장 높은 비율을 차지하는 민족이다. 모어 화자 수는 약 11만 명이다. 비록 필리핀에서 쓰이지만 필리핀어군 언어가 아닌 사마바자우어군에 속한다.

## 음운

### 닿소리
|               |        | 양순음 | 치경음 | 후치경음/ 경구개음 | 연구개음 | 성문음 |
| ------------- | ------ | ------ | ------ | ------------------ | -------- | ------ |
| 비음          | 비음   | m      | n      |                    | ng(/ŋ/)  |        |
| 파열음/파찰음 | 무성음 | p      | t      |                    | k        | '(/ʔ/) |
| 파열음/파찰음 | 유성음 | b      | d      | j(/dʒ/)            | g(/ɡ/)   |        |
| 마찰음        | 마찰음 |        | s      |                    |          | h      |
| 설측음        | 설측음 |        | l      |                    |          |        |
| 반모음        | 반모음 |        |        | y(/j/)             | w        |        |

### 홀소리
짧은 소리 5개(a, e, i, o, u)와 긴소리 5개(ā, ē, ī, ō, ū)가 있다.

## 참고 문헌
- Brainard, Sherri; Behrens, Dietlinde (2002). 《A Grammar of Yakan》. Manila: Linguistic Society of the Philippines. Grammar description accessible via Rosetta Project